# Ladignac-sur-Rondelles
Ladignac-sur-Rondelles is een gemeente in het Franse departement Corrèze (regio Nouvelle-Aquitaine) en telt 408 inwoners (1999). De plaats maakt deel uit van het arrondissement Tulle.

## Geografie
De oppervlakte van Ladignac-sur-Rondelles bedraagt 10,2 km², de bevolkingsdichtheid is 40,0 inwoners per km².
De onderstaande kaart toont de ligging van Ladignac-sur-Rondelles met de belangrijkste infrastructuur en aangrenzende gemeenten.

## Demografie
Onderstaande figuur toont het verloop van het inwonertal (bron: INSEE-tellingen).

1. ↑  Populations de référence 2022.